# Salinger (film)
A Salinger (eredeti cím: Rebel in the Rye) 2017-es amerikai életrajzi filmdráma, melyet Danny Strong írt és rendezett. A főbb szerepekben Nicholas Hoult, Zoey Deutch, Kevin Spacey, Sarah Paulson, Brian d'Arcy James, Victor Garber, Hope Davis és Lucy Boynton látható.
A film J. D. Salinger amerikai író életét mutatja be a második világháború alatt és az azt követő években. A forgatás 2016. április 26-án kezdődött New Yorkban.
Világpremierje a Sundance Filmfesztiválon volt 2017. január 24-én. 2017. szeptember 8-án jelent meg az amerikai mozikban az IFC Films forgalmazásában.

## Cselekmény
A film végig követi J. D. Salinger író életét, fiatalkorától a második világháborúig, beleértve szerelmi életét és a Rozsban a fogó (1946) című debütáló regényének kiadását.

## Szereplők
| Szerep                                                                                           | Színész            | Magyar hang[forrás?] |
| ------------------------------------------------------------------------------------------------ | ------------------ | -------------------- |
| J. D. Salinger amerikai író                                                                      | Nicholas Hoult     | Fehér Tibor          |
| Oona O'Neill, Eugene O’Neill drámaíró lánya, a fiatal Salinger romantikus partnere               | Zoey Deutch        | Gyöngy Zsuzsa        |
| Whit Burnett, a Columbia Egyetem tanára, a Story magazin szerkesztője, a fiatal Salinger mentora | Kevin Spacey       | Máté Gábor           |
| Dorothy Olding, hűséges ügynök, aki pályafutása során támogatta a fiatal Salingert               | Sarah Paulson      | Kovács Patrícia      |
| Sol Salinger, Salinger apja                                                                      | Victor Garber      | Kőszegi Ákos         |
| Miriam Salinger, Salinger anyja                                                                  | Hope Davis         | Vándor Éva           |
| Giroux                                                                                           | Brian d'Arcy James | Harmath Imre         |
| Gus Lobrano                                                                                      | James Urbaniak     |                      |
| Claire Douglas                                                                                   | Lucy Boynton       | Gáspár Kata          |
| Nigel Bench                                                                                      | Adam Busch         |                      |